# Jenny Bindon
Jenny Bindon (Belleville (Illinois), 25 de fevereiro de 1973) é uma futebolista profissional neozelandesa que atua como goleira.

## Carreira
Jenny Bindon  fez parte do elenco da Seleção Neozelandesa de Futebol Feminino, nas Olimpíadas de 2008 e 2012.